# Hurghada
Hurghada (in arabo الغردقة‎?, Al-Ġhardaqah) è una città dell'Egitto orientale, rinomata meta turistica nel Mar Rosso e capoluogo del governatorato del Mar Rosso. 

## La città
Hurghada si allunga per circa 40 km lungo la costa, non inoltrandosi mai eccessivamente all'interno del deserto.
La località è una meta tipica dei pacchetti vacanze all-inclusive offerti dalle agenzie viaggi europee, in particolare russe, ceche, italiane e tedesche, ma fino a pochi anni addietro era ancora un semplice villaggio di pescatori. Oggi invece ha oltre 100.000 abitanti ed è divisa in tre località principali: Downtown (El Dahar) è la parte più vecchia, Sekalla la più moderna e El Korra Road l'ultima realizzata nel tempo. Sakkala consta di alcuni hotel di categoria intermedia, a Dahar vi sono il bazar, l'ufficio postale e la stazione dei bus.

## Infrastrutture e trasporti
La città è servita dall'Aeroporto Internazionale di Hurghada (Cod. IATA: HRG, Cod. ICAO: HEGN). I voli provengono da tutta l'Europa, generalmente con voli charter, e dal Cairo con voli di linea EgyptAir.

## Sport
Hurghada è divenuta un centro internazionale per gli sport acquatici come il windsurfing, la vela, la pesca d'altura, il nuoto e, soprattutto, per lo snorkeling e la subacquea. Il fondale marino lussureggiante è uno dei più belli al mondo, ben conosciuto tra i subacquei, ideale per l'attività grazie alle temperature miti dell'acqua e alla sua limpidezza.

## Storia
L'attuale città è sorta non distante dall'antico porto di Myos Hormos, importante centro di scambio in epoca tolemaica.
Fino agli anni ottanta era un villaggio di pescatori. Dal punto di vista turistico, era conosciuta fin dai primi anni settanta da alcuni viaggiatori e subacquei che desideravano immergersi nelle acque del Mar Rosso. Dopo pochi anni, in seguito all'impulso turistico ed economico avviato dal presidente Sadat e con l'apporto di investitori statunitensi, europei e arabi, ha conosciuto un progressivo sviluppo turistico. Progressivamente il villaggio di pescatori e la zona circostante si sono notevolmente trasformati a seguito della costruzione di numerosi hotel, strutture e villaggi turistici.
Il 2 febbraio 2006 avvenne nel Mar Rosso, a circa 70 km da Hurghada, uno dei peggiori disastri marittimi della storia: la nave Al Salam Boccaccio 98 con a bordo 1.272 passeggeri e 104 membri dell'equipaggio affondò in seguito ad un incendio durante la navigazione tra Arabia Saudita ed Egitto. Tra morti e dispersi si contarono circa 1.000 persone.

## Dintorni

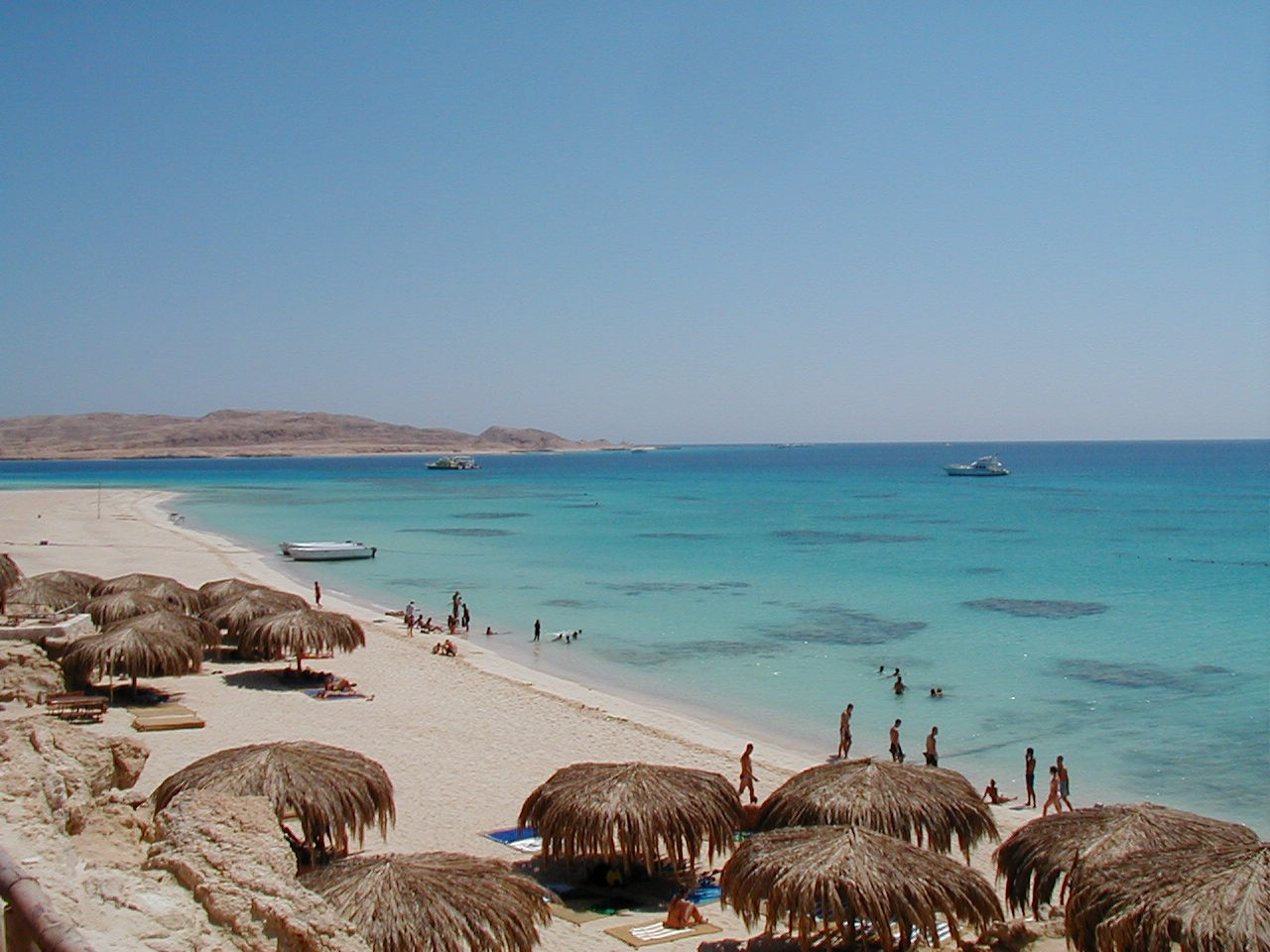
Spiaggia di Al-Mahmya

Nelle vicinanze di Hurghada sono presenti alcune località turistiche attrezzate quali:
- Al-Mahmya, spiaggia nell'area protetta dell'isola di Giftun.
- Sahl Hasheesh, a circa 13 km a sud, complesso alberghiero di lusso composto da 7 hotel.
- El Gouna, a circa 25 km a nord. Consiste in 14 hotel lussuosi e numerose ville e appartamenti costruiti su isole separate da canali e collegate da ponti.
- Makadi Beach, a circa 35 km a sud di Hurghada, nota per la lunga spiaggia e i numerosi banchi corallini che facilitano l'accesso al mare.
- Sharm El Naga, a circa 40 km a sud, nota per le scogliere rosse.
- Soma Bay, a circa 45 km a sud di Hurghada.